# Ernest Bevin

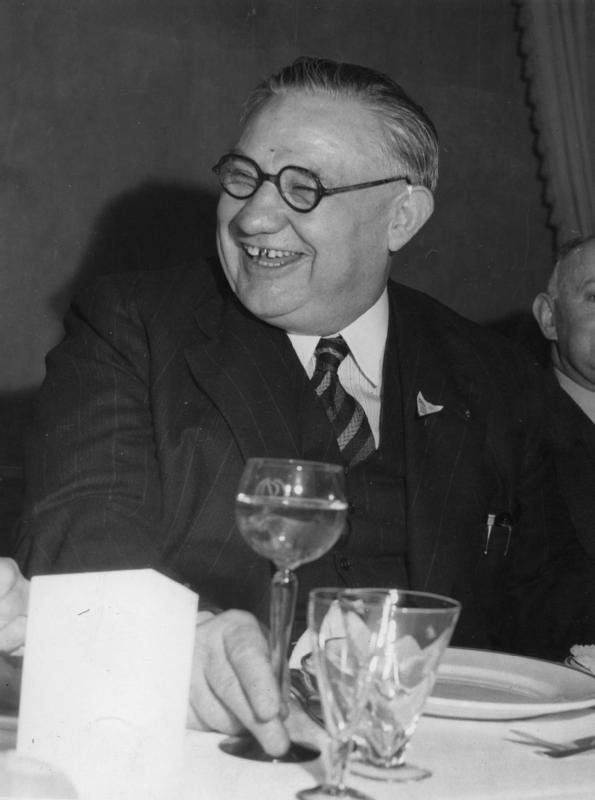
Ernest Bevin en los años 1940.

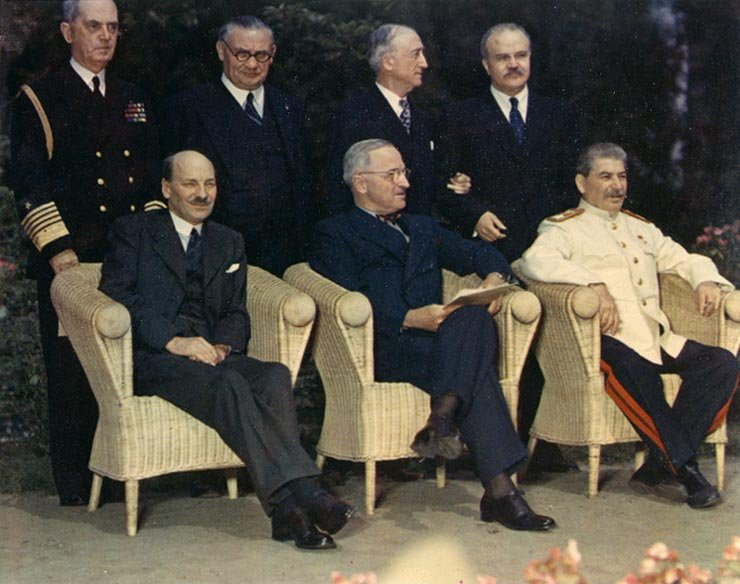
Ernest Bevin detrás del presidente Harry S. Truman.

Ernest Bevin (Winsford (Somerset), 9 de marzo de 1881-Londres, 14 de abril de 1951) fue un político y sindicalista británico recordado por ser unos de los más significativos ministros de Trabajo y Servicio Nacional.
De orígenes humildes, ingresó a temprana edad al Partido Laborista. En 1922 fue uno de los que impulsó la creación de la Transport and General Workers Union (TGWU) que llegaría rápidamente a ser una de las asociaciones sindicales más poderosas del Reino Unido. Una vez elegido como el secretario general de ese sindicato, Bevin se transformó en uno de los sindicalistas más influyentes de dicho país y un fuerte y elocuente representante de los derechos sindicales en el Partido Laborista. Políticamente, era un socialista moderado, fuertemente opuesto al comunismo y a la acción directa. A pesar de que participó en la gran huelga general de 1926, lo hizo con poco entusiasmo. Pensaba que era más factible obtener beneficios a través de negociaciones, reservando las huelgas como última herramienta.
Bevin se oponía fuertemente al fascismo, como consecuencia de esto y de su fuerte posición sindicalista, Winston Churchill lo nombró ministro del Trabajo (1940) en el gobierno de unidad durante la Segunda Guerra Mundial. Poco después fue elegido diputado. Como ministro le solicitó a William Beveridge un informe acerca de cómo mejorar el sistema de seguros sociales después de la guerra; informe que llegó a formar las bases del sistema del estado de bienestar en Inglaterra.
Puede que Estados Unidos fuera el socio mayoritario, pero Bevin era la fuerza individual más poderosa. Hizo que la opinión de Gran Bretaña contara más en las Naciones Unidas de lo que parecía posible por su fuerza. Aunque a veces le jugaba en contra su escepticismo hacia el recientemente creado estado de Israel y hacia una ampliación de la comunidad europea, que consideraba como amenazas para Gran Bretaña.
Como ministro de Trabajo y Servicio Nacional (1940-1945), reorganizó con éxito la fuerza laboral durante la guerra. Cuando alguien decía de algún enemigo «él mismo es su peor enemigo«, Bevin replicaba: «No mientras yo siga vivo». Cuando el rey Jorge VI le preguntó dónde había adquirido tantos conocimientos, él respondió: «Majestad, a base de experiencia».
Ernest Bevin fue una de las primeras voces, después de la Segunda Guerra Mundial en considerar necesaria y proponer una unión política y social de Europa occidental. Así se manifestaba en su discurso en el banquete de la Asociación de la Prensa Extranjera en Londres:

«Si Europa ha de salvarse, tendrá que constituirse en una sola entidad». «Hemos de procurar, si damos este nuevo organismo a nuestro continente, que no nos lleve a otra desilusión». Bevin manifestó que la organización pro-cooperación económica europea no es meramente un Comité para el plan Marshall, sino una organización permanente destinada a permanecer después de que haya terminado la ayuda norteamericana: «No voy a pretender que todos estamos con el plan cuatrienal y que todo es de color de rosa, pero estoy convencido de que estamos creando lo que llamo mentalidad europea en sustitución de las mentalidades sociales. Si Europa ha de salvarse, al final tendrá que ser una sola entidad, tendrá que está unida. Hay dos formas de lograrlo, una política y otra funcional. Si las naciones europeas logran unos transportes y unas industrias básicas sobre base europea, podrán crear la situación económica que haga posible la unión política. Si semejante pacto hubiera podido idearse en 1919, dando a Francia las seguridades a que tenía derecho, acaso no hubiera estallado la Segunda Guerra Mundial. Lo que deseo es que haya en Europa un organismo práctico en que dejemos de ser ingleses y franceses, ingleses y belgas, ingleses e italianos, para ser europeos, con un organismo que pueda llevar a efecto una política europea frente al nuevo desarrollo del Mundo». «Pido a todos mis amigos de Europa que si damos a nuestro continente un nuevo organismo, sea un organismo de verdad, que no nos lleve a otra desilusión. En cualquier organismo que creemos en Europa occidental, no debemos volver a fracasar».